# Parco naturale della Val Troncea
Der Parco naturale della Val Troncea ist ein Naturpark in den Cottischen Alpen (italienische Metropolitanstadt Turin (TO), Region Piemont).
Der Naturpark wurde 1980 eingerichtet, liegt im Val Troncea, einem Nebental des Val Chisone, gehört zur Gemeinde Pragelato und erstreckt sich über eine Fläche von 3265 Hektar. Höchster Punkt des Naturparks ist die Punta Rognosa di Sestriere (3280 m).